# 马里奥·马丁内斯
马里奥·马丁内斯（英語：Mario Martinez，1957年7月6日—2018年1月14日），美国男子举重运动员。他曾代表美国参加1984年、1988年和1992年夏季奥林匹克运动会举重比赛，其中1984年奥运会获得一枚银牌。